# Попільна середа
По́пільна середа́ — день молитви та перший день посту в багатьох західних християнських церквах. Попільній середі передує Жирний вівторок і вона знаменує початок Великого посту, шести страсних тижнів перед Великоднем. Припадає попільна середа, як рухоме церковне свято, на різні дати року в прямій залежності від дати Великодня за григоріанським календарем: найраніше святкується 4 лютого, найпізніше — 10 березня.
Попільна середа відзначається римо-католиками, лютеранами, моравцями, англіканами, методистами, назарянами, а також деякими церквами реформатської традиції, включаючи деякі конгрегаціоналістські, континентальні реформатські та пресвітеріанські церкви.
У цей день варто утримуватися від м'яса (з 14 років) і проводити суворий піст (у віці від 18 до 60 років), тобто обмежити кількість прийомів їжі до двох легких і одного повноцінного на день. Вірні не зобов'язані в цей день відвідувати Службу Божу.
Великий піст покликаний нагадати нам про 40 днів, які Ісус Христос провів у пості та молитві в пустелі (Мт. 4:2), і підготувати нас до Великодня. Східна Церква не знає Попільної середи, тому що її Великий піст починається ввечері в неділю сьомого тижня перед Великоднем.

## Етимологія
Назва церковного свята походить від обряду нанесення священнослужителем на чола вірних римо-католицької церкви попелу зі спалених торішніх хрестів з пальмового гілля, використаного в церковних обрядах Пальмової (квітної) неділі. У попільну середу священик за обрядом виводить великим пальцем знак хреста із попелу спершу на своєму чолі та, а потім — на чолах вірних.

## Християнське використання попелу

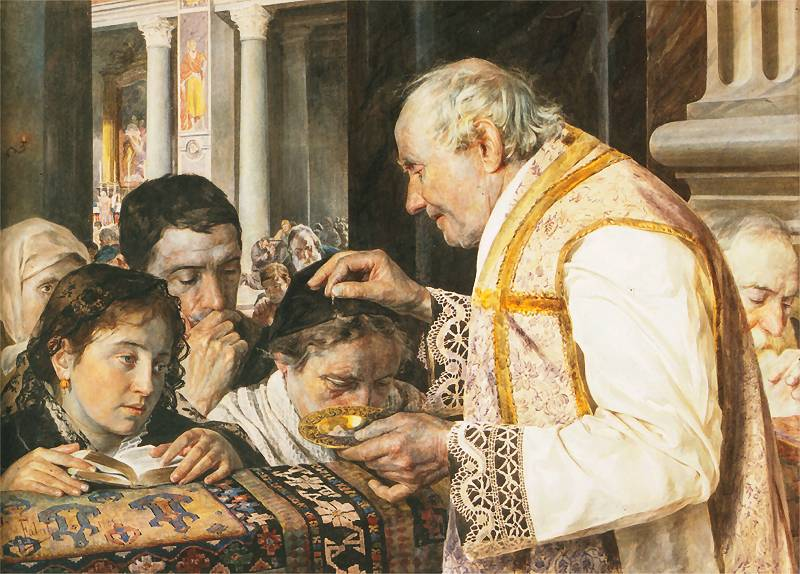
Польський малюнок 1881 року із зображенням римо-католицького священника, який посипає попелом голови віруючих – метод, поширений в Італії, Польщі, Іспанії та частинах Латинської Америки.

Християни продовжили практику використання попелу як зовнішнього знаку покаяння. Тертуліан (прибл. 160 – бл. 225) стверджував, що сповідь гріхів повинна супроводжуватися лежанням у веретищі та попелі. Історик Євсевій (бл. 260/265 – 339/340) розповідає, як розкаяний відступник посипав себе попелом, благаючи Папу Зефирина знову прийняти його до причастя.
Джон В. Фентон пише, що "до кінця 10-го століття в Західній Європі (але ще не в Римі) стало звичним для всіх вірних відмічати попелом у перший день Великого посту. У 1091 році Папа Урбан II на соборі в Беневенто наказав поширити цей звичай на церкву в Римі. Незабаром після цього назва дня була згадана в літургійних книгах як "Feria Quarta Cinerum" (тобто Попільна середа)".
Публічне покаяння, яке тяжкі грішники проходили перед допуском до Святого Причастя безпосередньо перед Великоднем, тривало протягом усього Великого посту, у перший день якого їх посипали попелом і одягали у веретище. Коли наприкінці першого тисячоліття дисципліна публічного покаяння була скасована, початок Великого посту, який розглядався як загальний період покаяння, позначався посипанням попелу на голови всіх. Ця практика знаходиться в Григоріанському сакраментарії кінця VIII ст. Приблизно через два століття Ельфрік з Ейншема, англосаксонський абат, писав про обряд посипання попелом голів на початку Великого посту.

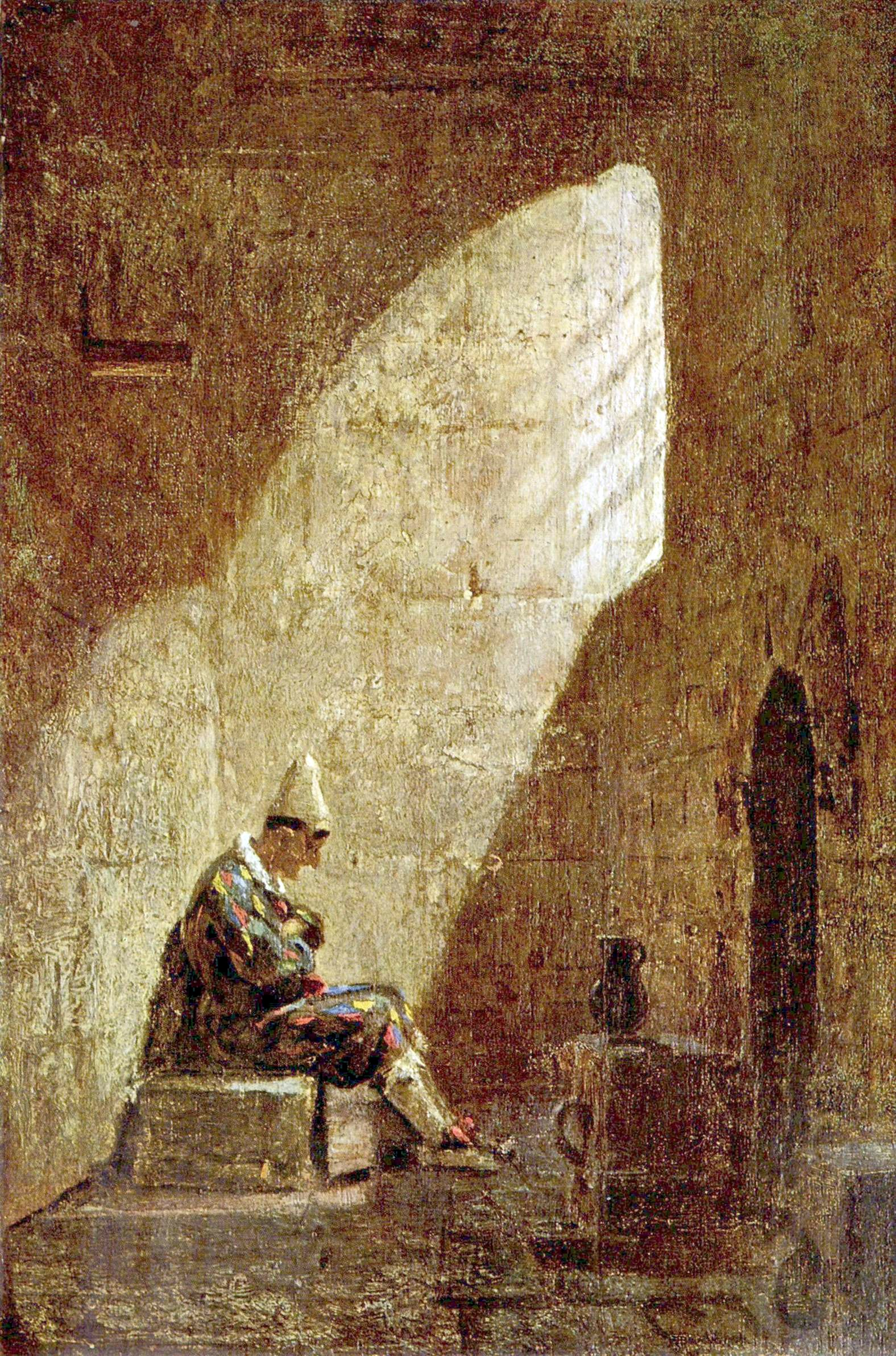
Попільна середа авторства Карла Шпіцвега: кінець Карнавалу

Стаття про Попільну середу в Енциклопедії Британіка одинадцятого видання стверджує, що після Протестантської Реформації обряд посипання попелом не був заборонений у Церкві Англії; літургічний вчений Блер Мікс зазначає, що лютеранські та англіканські конфесії "ніколи не припиняли цього обряду". Він був навіть приписаний при королі Генріху VIII у 1538 році і при королі Едуарді VI у 1550 році, але вийшов з ужитку в багатьох районах після 1600 року. У 1536 році Десять статей, видані за розпорядженням Генріха VIII, схвалювали "дотримання різних обрядів і церемоній як добрих і похвальних, таких як священницьке вбрання, окроплення святою водою, несення свічок у день Стрітення, давання попелу в Попільну середу".
Після смерті Генріха в січні 1547 року Томас Кранмер того ж року "отримав наказ від Ради заборонити несення свічок у день Стрітення, використання попелу в Попільну середу та пальм у Вербну неділю як забобонні церемонії", наказ, який був виданий лише для церковної провінції Кентербері, архієпископом якої був Кранмер. Церковна енциклопедія стверджує, що "англійська служба адаптувала дуже давню Солсберійську службу для Попільної середи, додавши до неї звернення та перелік проклять гори Евал, а потім, після напучення, використовує старішу службу майже в тому вигляді, в якому вона була".
В Англії загалом "незабаром після Реформації використання попелу було припинено як 'марна показуха', і Попільна середа стала лише днем особливої урочистості, з нагадуванням про її первісний характер у читанні проклять, які проголошувалися проти нерозкаяних грішників". Протестантська єпископальна церква в Сполучених Штатах Америки в XIX столітті відзначала Попільну середу: "як день посту й упокорення, коли ми публічно сповідуємо наші гріхи, смиренно благаємо Бога про милість і прощення та покірно просимо про продовження Його прихильності". У XX столітті Книга спільних молитов містила молитви для накладання попелу.
Монте Канфілд і Блер Мікс стверджують, що після Протестантської Реформації лютерани та англіканці зберегли обряд благословення і роздачі попелу вірним у Попільну середу, і що протестантські конфесії, які його не зберегли, такі як методисти, заохочували його використання "під час і після екуменічної ери, яка привела до проголошень Другого Ватиканського собору". Джек Кінґсбері і Рассел Ф. Андерсон також стверджують, що ця практика була продовжена серед деяких лютеран та англіканців.
Як частина літургійного відродження, впровадженого екуменічним рухом, ця практика заохочувалася в протестантських церквах, включаючи Методистську церкву. Вона також була прийнята анабаптистськими та реформатськими церквами і деякими менш літургійними конфесіями.
Східні православні церкви загалом не дотримуються Попільної середи, хоча в останні часи створення Антіохійського західного обрядового вікаріату призвело до дотримання Попільної середи серед парафій західного православ'я. У цій традиції попіл "може розподілятися поза месою або будь-якою літургійною службою", хоча "зазвичай вірні отримують свій попіл безпосередньо перед месою Попільної середи". В православ'ї, історично, "серйозні публічні грішники на Сході також одягали веретище, включаючи тих, хто зробив Великий піст головною темою всього свого життя, таких як відлюдники та пустельники". Католики візантійського обряду, хоча в Сполучених Штатах використовують "той самий григоріанський календар, що й римо-католицький обряд", не практикують розподіл попелу, оскільки це "не є частиною їхньої давньої традиції".
У Амвросіянському обряді попіл благословляється і накладається на голови вірних не в той день, який в інших місцях називається Попільною середою, а наприкінці меси в наступну неділю, яка в цьому обряді розпочинає Великий піст, причому піст традиційно починається в понеділок, перший будній день амвросіянського Великого посту.

## Святкування
Дати попільної середи в наступні роки:
| Рік  | Дата      |
| ---- | --------- |
| 2024 | 14 лютого |
| 2025 | 5 березня |
| 2026 | 18 лютого |
| 2027 | 10 лютого |
| 2028 | 1 березня |
| 2029 | 14 лютого |
| 2030 | 7 березня |